# Degoe
De degoe (Octodon degus) is een knaagdier uit Chili. De degoe werd halverwege de 18e eeuw ontdekt in de Andes in Chili door de Spaanse jezuïet Juan Ignazio Molina. Men dacht eerst dat het om een soort eekhoornfamilie ging, later bleek dat het familie was van de ook uit Chili afkomstige cavia. In eerste instantie werden degoes geïmporteerd om in dierentuinen te houden, maar aan het begin van de 20e eeuw werden ze naar laboratoria gebracht om onderzoek te doen naar het gedrag van het dier. Omdat degoes erg gevoelig bleken voor diabetes, werden de diertjes ook gebruikt voor onderzoek naar deze ziekte en de bestrijding ervan. Vanaf 1985 worden degoes verkocht als huisdier. In Chili worden degoes gezien als een plaag, omdat ze in grote groepen leven en de gewassen van het land aantasten. Ze leven in de vrije natuur in groepen op de rotsen, waar ze graag klimmen en klauteren; hiervoor zijn ze uitstekend uitgerust.

## Uiterlijk

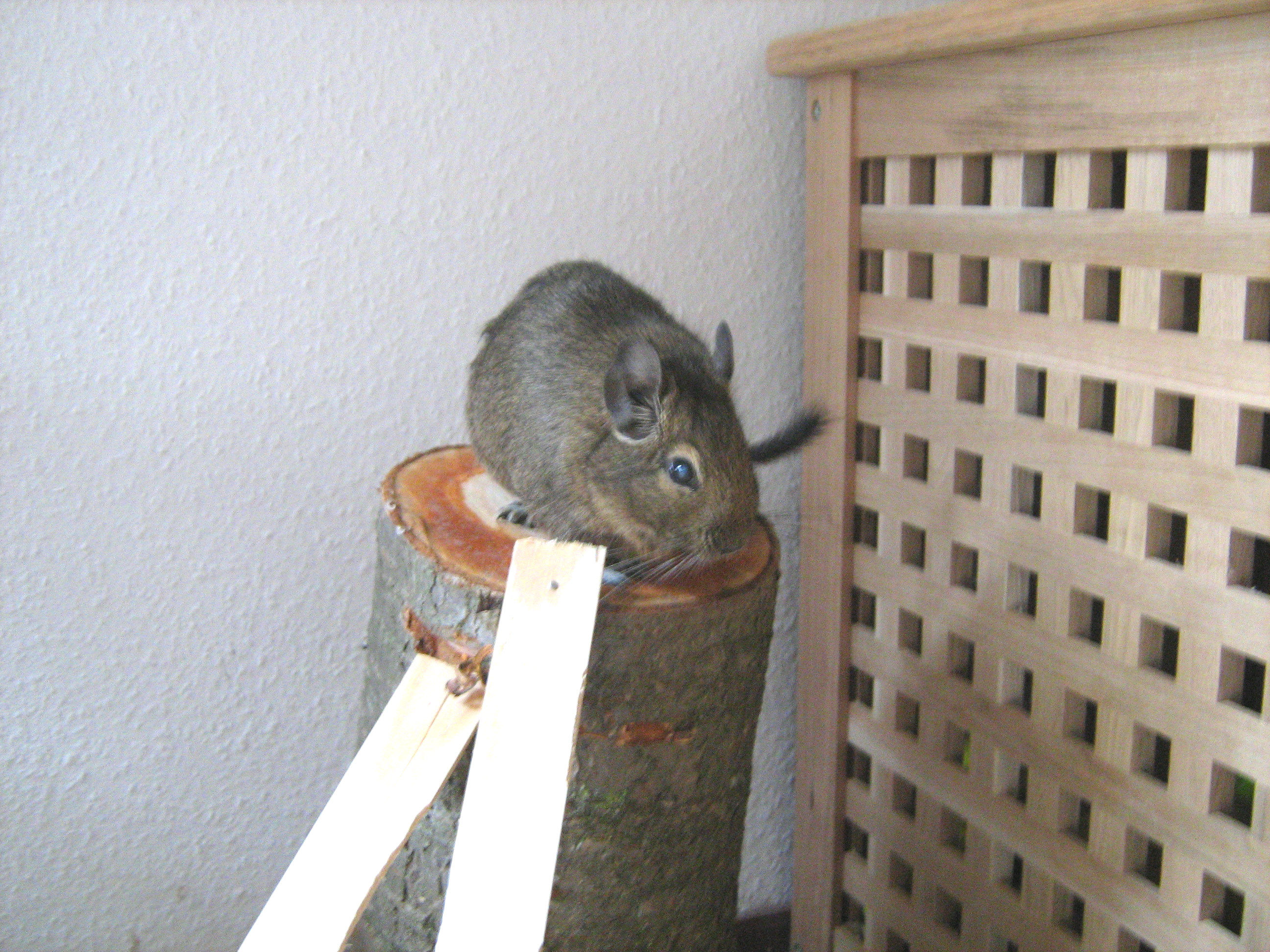
Een wildkleurige degoe met staar

Degoes lijken veel op de rat, de gerbil en ook nog een beetje op de cavia. In andere talen wordt de degoe soms trompetstaartrat genoemd. Hoe dik de vacht is hangt af van de omgevingstemperatuur waarbij de degoe gehouden wordt, maar de kleur van de vacht is vaak bruingrijs met aan de uiteinden van de haren een beetje zwart, maar ze kunnen ook zwart, zandkleur, wit of gemengd zijn, maar dit komt alleen voor bij gefokte degoes. In het wild zou dat nooit voorkomen. De buik is soms wat lichter van kleur. Af en toe is een wit vlekje te ontdekken bij de degoe, dit is een typisch domesticatieverschijnsel.
De lengte van degoes in het wild is soms wel veertig centimeter en af en toe langer. Als ze als huisdier gehouden worden zijn ze een stuk kleiner, ongeveer vijfentwintig tot dertig centimeter. Het is vaak zo dat dieren die in gevangenschap opgroeien groter worden vanwege de betere voedingsomstandigheden. Bij de degoe gebeurt dit echter niet, men denkt dat dit te maken heeft met een grote mate van inteelt bij de dieren die in gevangenschap worden gehouden.
Degoes hebben een staart die een beetje op die van een rat lijkt. De staart van een degoe is echter kleiner en heeft haar, met aan het eind een klein kwastje (de staart van een rat is vrijwel kaal). De degoe gebruikt zijn staart om in balans te blijven.
De ogen van een degoe zijn donkerbruin, de tanden zijn oranje van kleur. De oren zijn groot en hebben de vorm van een schelp. Ze lijken op die van de chinchilla. De degoe heeft vijf vingers aan iedere poot, waaraan vrij scherpe nagels zitten. Met de voorpoten pakt de degoe dingen op en houdt er zijn voedsel mee vast, net als een rat.
Het lichaam van de degoe lijkt op dat van een muis. Ze hebben een rond buikje met een laagje vacht er overheen.

## Gedrag

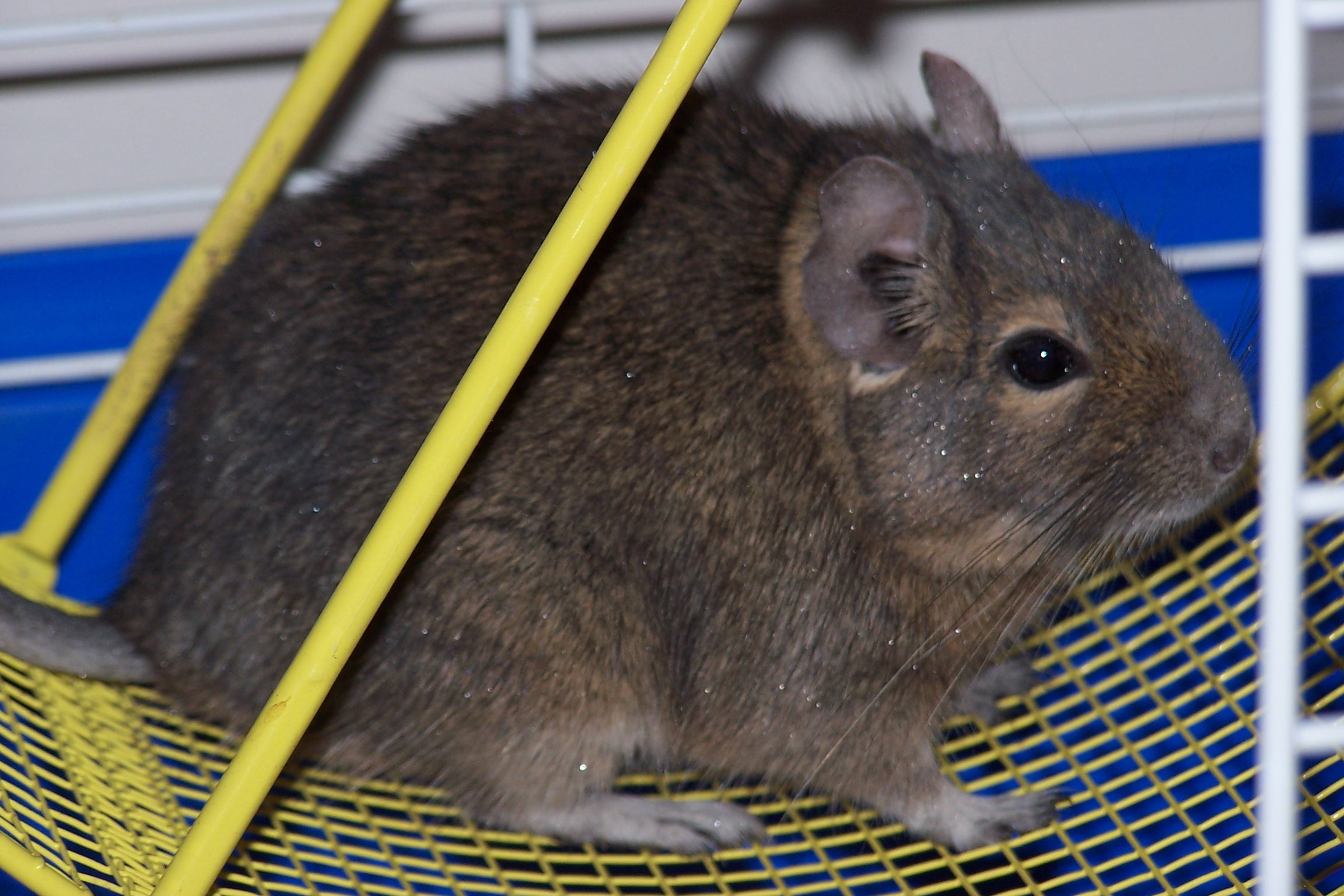
Een degoe, glinsterend van een juist genomen stofbad

Omdat de degoe veel in gevangenschap wordt gehouden, is veel bekend over het gedrag. Van zichzelf zijn degoes erg sociaal en nieuwsgierig.
Degoes zijn als huisdier vrij snel al tam en handlief. Ze komen dan ook snel naar de deur toe als ze horen dat de kooi opengaat.
Degoes zijn heel erg actief. Het grootste deel van de dag zijn ze bezig met spelen. De degoe is dus een dagactief dier, vooral ’s morgens en ’s avonds. In de middag doen ze soms een dutje en ’s nachts ook. De degoe kan heel goed klimmen, springen en zich door de kleinste gaatjes worstelen en ze zijn ook erg snel. Als degoes de mogelijkheid hebben om te graven doen ze dit zeker. In deze kuilen leggen ze dan soms voedsel voor slechte tijden. Ze zoeken verder graag warme, donkere plekjes op.
Degoes knagen veel. Dit is heel belangrijk omdat hun tanden altijd blijven doorgroeien. Om te voorkomen dat de tanden te lang worden moeten ze dus blijven knagen. Sommige spullen gebruiken ze om hun nest mee te maken. In de natuur maken degoes ook heuvels met allerlei dingen, dit zouden vooral de mannetjes doen. Volgens sommige onderzoekers zou de degoe met de grootste hoop de hoogste positie krijgen. De degoes vechten in het wild dus niet veel met elkaar omdat ze een andere manier hebben om aanzien te krijgen. Als er echter geen ruimte is om een hoop te maken, kan het voorkomen dat ze vechten, dit gebeurt dan ook voornamelijk als ze in gevangenschap zitten.
Degoes maken naar elkaar toe vaak allerlei geluidjes. Deze piepjes dienen als een communicatiemiddel :
- Zacht piepgeluidje : ze laten de ander merken dat ze elkaar lief vinden. Een mannetje doet dit vaak om aan te geven dat hij wil paren.
- Een harde gil : dit geluid maken ze alleen als ze ergens van schrikken. Vaak reageren andere degoes hier ook op door heel stil te blijven zitten of hard weg te rennen en zich te verstoppen.
- Hard piepgeluid : hiermee maken ze duidelijk dat ze chagrijnig zijn, als ze zich bezeren of gestoord worden bij een handeling.

## Geslachtsonderscheid en voortplanting
Bij het mannetje is de afstand tussen de geslachtsdelen en de anus groter dan bij het vrouwtje. Het vrouwtje is al ongeveer vanaf haar vijfenveertigste dag vruchtbaar. Het mannetje wil wat vaker paren dan het vrouwtje, in de meeste gevallen staat het vrouwtje dit niet toe. Ze loopt weg, en piept op lichtelijk boze toon tegen het mannetje. Slechts eens in de twee à drie weken zal het vrouwtje een dekking toestaan, hoewel dit wel per degoe verschillend is.
Een degoe heeft een draagtijd van ongeveer negentig dagen. Het vrouwtje blijft actief hoewel dit wel afhangt van het aantal jongen in haar buik. Na negentig dagen komen de jongen op de wereld, vaak zit het aantal tussen de vier en tien per worp. Het mannetje kan gewoon bij het vrouwtje in de kooi blijven zitten, hij helpt namelijk mee met het grootbrengen van de jongen. Zo gaat hij bijvoorbeeld net als het vrouwtje op de jongen liggen om ze warm te houden en te beschutten. De jongen zoeken overigens liever beschutting en warmte bij hun moeder. Na vierentwintig uur is het vrouwtje alweer vruchtbaar.

### Geboorte
Als de jongen geboren zijn zonder complicaties, hebben ze de oogjes al open en lopen ze al snel rond om op onderzoek uit te gaan. Ze drinken de eerste paar weken ook nog veel melk bij de moeder. Na een paar weken eten de jonge degoe al plantaardig voedsel. Na een week of 4 kan men het geslacht bepalen. Als de jongen ongeveer 6 weken oud zijn kunnen mannetjes zich gaan voortplanten. Als ze net geboren zijn, zijn ze ongeveer 3 à 4  (exclusief staart) cm groot, na 6 weken zijn ze ongeveer 7 à 8 (exclusief staart) cm groot. 